# قانون پیشگیری از تروریسم (سری‌لانکا)
قانون پیشگیری از تروریسم (انگلیسی: Prevention of Terrorism Act) یک قانون در سری‌لانکا است. این قانون به نیروی پلیس اجازه می‌دهد به دنبال مظنونین گشته، آن‌ها را دستگیر و بازداشت کند. این قانون برای اولین بار در سال ۱۹۷۹ به عنوان یک قانون موقت با فرمان ریاست جمهوری جونیوس ریچارد جایواردنه به تصویب رسید و سپس در سال ۱۹۸۲ دائمی شد.

## عناصر قانون
بر اساس قانون پیشگیری از تروریسم سریلانکا (PTA)، یک نفر را می‌توان برای حد اکثر تا ۱۸ ماه (که هر سه ماه یکبار بر اساس حکم قابل تجدید است) بازداشت کرد. این در صورتی است که وزیر دلیل محکمی داشته باشد یا اینکه شک داشته باشد که شخصی در هر فعالیت غیرقانونی دست داشته یا ارتباط داشته باشد. فعالیت‌های غیرقانونی حتی شامل چسباندن پوستر روی دیوار باشد که می‌تواند تا حد مرگ مورد مجازات قرار گیرد.
جنایاتی که برای قوانین عادی کشور تعریف شده نیستند نیز تعریف شدند. برای مثال، اگر یک فرد بداند که محل یک تروریست (تروریست در قانون مشخص نشده‌است) کجاست و اگر چنین شخصی نتواند به پلیس اطلاع دهد، او مرتکب جرم شده‌است که حکمی برابر با حداقل ۵ سال زندان خواهد بود. اگر «تروریست» در خانه فردی برای یک شب باقی بماند، آن فرد مرتکب پناه دادن به تروریست شده‌است که مجازات آن حداکثر بیست سال زندان خواهد بود.

## عملیات و برخورد با تامیل‌ها
گرچه قانون پیشگیری از تروریسم برای کل سری لانکا است، اما کاربرد آن برای تامیل‌ها و به ویژه جوانان تامیل است. از زمان تصویب آن در سال ۱۹۷۹، تعداد زیادی از غیرنظامیان تامیل از جمله دانش آموزان و فعالین بشردوست به شکل بی رحمانه ای سرکوب شده و تحت شکنجه سیستماتیک قرار گرفته و بسیاری از آن‌ها نیز کشته شده‌اند.
مواردی مسخره ای وجود دارد که قضات دادگاه دستور دادند که بازداشتی‌ها به زندان منتقل شوند، نام آن‌ها وارد دفاتر ثبت زندان شود. سپس مقررات قانون یادشده مورد استفاده قرار می‌گیرد و بازداشتی برای شکنجه به اردوگاه‌های ارتش منتقل می‌شود. برای عملیات تحت این قانون، به‌طور معمول اردوگاه‌های ارتش برای بازداشت مورد استفاده قرار می‌گیرند. این کمپ‌ها به دلیل داشتن «سلول‌های شکنجه» بدنام بودند. در یک اردوگاه ارتش آن‌ها حتی حلقه‌ها و ابزارهای دیگری را برای شکنجه ساخته بودند.
تا به امروز، این قانون همچنان در استان شمالی و استان شرقی سریلانکا اعمال می‌شود و دولت همچنان به سرکوب جمعیت تامیل‌ها در کشور ادامه می‌دهد.